# Marin Karamarko
Marin Karamarko (Pola, 14 aprile 1998) è un calciatore croato, difensore dello Željezničar.

## Carriera

### Club
Cresciuto nell'RNK Spalato, nel 2018 passa al GOŠK Gabela con cui debutta il 29 luglio nel match di prima divisione bosniaca perso 3-1 contro lo Zrinjski Mostar.
L'anno seguente si trasferisce in Slovenia al NŠ Mura.

### Nazionale
Ha giocato nelle nazionali giovanili croate Under-16, Under-17 ed Under-18.

## Statistiche
Statistiche aggiornate al 9 dicembre 2021.
| Stagione        | Squadra         | Campionato      | Campionato | Campionato | Coppe nazionali | Coppe nazionali | Coppe nazionali | Coppe continentali | Coppe continentali | Coppe continentali | Altre coppe | Altre coppe | Altre coppe | Totale | Totale |
| Stagione        | Squadra         | Comp            | Pres       | Reti       | Comp            | Pres            | Reti            | Comp               | Pres               | Reti               | Comp        | Pres        | Reti        | Pres   | Reti   |
| --------------- | --------------- | --------------- | ---------- | ---------- | --------------- | --------------- | --------------- | ------------------ | ------------------ | ------------------ | ----------- | ----------- | ----------- | ------ | ------ |
| 2018-2019       | GOŠK Gabela     | PL              | 25         | 0          | CB              | 0               | 0               |                    | -                  | -                  |             | -           | -           | 25     | 0      |
| 2019-2020       | NŠ Mura         | 1.SNL           | 27         | 1          | CS              | 3               | 0               | UEL                | 1                  | 0                  |             | -           | -           | 31     | 1      |
| 2020-2021       | NŠ Mura         | 1.SNL           | 0          | 0          | CS              | 0               | 0               | UEL                | 0                  | 0                  |             | -           | -           | 0      | 0      |
| 2021-2022       | NŠ Mura         | 1.SNL           | 11         | 0          | CS              | 1               | 0               | UCL+UEL+UECL       | 1+0+3              | 0                  |             | -           | -           | 16     | 0      |
| Totale carriera | Totale carriera | Totale carriera | 63         | 1          |                 | 3               | 0               |                    | 5                  | 0                  |             | -           | -           | 71     | 1      |

## Palmarès

### Club

#### Competizioni nazionali
- Coppa di Slovenia: 1

NŠ Mura: 2019-2020